# Цветнов, Николай Николаевич
Николай Николаевич Цветнов (норв. Nicolaus Zwetnow; 1929—2016) — шведский и норвежский нейрохирург, иностранный член Российской академии наук (2014). Спортсмен, участник Олимпийских игр в Риме (1960) и Токио (1964).

## Биография
Родился 28 мая 1929 г. в Берлине (Германия). Сын Николая Александровича Цветнова, офицера казачьей армии (Деникина и Врангеля), который в 1920 г. уехал в Турцию, жил в Стамбуле, Праге, Берлине.
Получил высшее медицинское образование. Служил врачом в лётном дивизионе Бардофоса.
Стрелок-пистолетчик (1954—1973), член Норвежского офицерского клуба пистолетчиков (норв. Norske Officerers Pistolklub). 21 раз был победителем национальных соревнований в стрельбе из скорострельного пистолета на 25 метров (6 — индивидуально и 15 — в командном зачёте), поставил 4 рекорда страны. В 1963 году завоевал Королевский кубок Норвежской стрелковой ассоциации. Участник Олимпийских игр в Риме (1960) и Токио (1964).
В 1970 г. защитил докторскую диссертацию в Университете Гётеборга (Швеция), до 1973 г. проходил доцентуру там же в клинике.
С 1973 г. профессор Каролинского института и ассистент шефа нейрохирургического отделения Каролинской клиники Стокгольма.
В 1980 г. Указом короля Норвегии утверждён в пожизненном звании профессора экспериментальной нейрохирургии Университета Осло. С 1980 до ухода на пенсию в 1999 г. — главный врач клиники нейрохирургии при Государственном госпитале Осло.
Член-корреспондент немецкой и шведской Ассоциаций нейрохирургов, автор более 100 научных публикаций. 
Музыкант-балалаечник, более 70 раз выступал с Норвежским и с Датским государственными оркестрами, со Стокгольмским симфоническим оркестром. Завещал все свои музыкальные инструменты России.
Полиглот, знал 8 языков.
Иностранный член РАН (2014) — Отделение медицинских наук (клиническая медицина), Норвегия.
Умер 18 января 2016 года.

## Награды
- Орден Дружбы (17 февраля 1995 года, Россия) — за большой вклад в укрепление и развитие  российско-норвежских культурных связей и пропаганду русского музыкального искусства[3].
- Орден Югославского флага с золотым венком (1985, Югославия).